# Lyrodus bipartitus
Lyrodus bipartitus is een tweekleppigensoort uit de familie van de Teredinidae. De wetenschappelijke naam van de soort is voor het eerst geldig gepubliceerd in 1860 door Jeffreys.